# Awir Leon
Awir Leon (* 1987 in Dunkerque, Frankreich) ist ein französischer Musiker und Tänzer. Er lebt und arbeitet in Amsterdam, Niederlande.

## Leben & Werdegang
Awir Leon, mit bürgerlichem Namen Francois Leon Przybylski, wurde in Dunkerque (Dünkirchen) in Frankreich geboren. Obwohl er bereits früh eine Leidenschaft für die Musik hatte, begann er im Alter von 16 Jahren zunächst eine Ausbildung zum zeitgenössischen Tänzer. Er bekam mit 19 Jahren seinen ersten professionellen Arbeitsvertrag bei Marie-Claude Pietragallas Théâtre du Corps. Im Jahr 2009 begann er eine enge Zusammenarbeit mit dem Choreografen Emanuel Gat, mit dem er neun Jahre arbeiten sollte.
Parallel zu seiner Karriere als Tänzer veröffentlichte er einige Singles & EPs; erst unter dem Namen Deefly, später dann unter seinem zweiten Vornamen Leon. Mit den Musikern J.Kid und Tismé gründete er die Band Unno. Mit der Veröffentlichung seiner EP MMFT (Metal Monkey Fire Tiger) im Jahr 2014 wechselte er zu seinem jetzigen Künstlernamen Awir Leon.
2016 erschien sein erstes Album Giants. Im gleichen Jahr brachte er gemeinsam mit Emanuel Gat die Tanzproduktion Sunny, benannt nach dem gleichnamigen Lied von Bobby Hebb, heraus. Das Stück vereinte zeitgenössischen Tanz unter der Leitung Gats mit einem Live-Konzert von Leon.
2019 wurde das zweite Album Man Zoo veröffentlicht. Eine geplante Tournee fiel größtenteils der COVID19-Pandemie zum Opfer. Im folgenden Jahr ging er allerdings sowohl als Musiker und Opening Act mit Woodkid auf Welttournee, während der er begann neue Songs vorzustellen. Sein drittes Studioalbum mit dem Titel Love you, Drink water folgte 2023. Unter dem gleichen Namen entwickelte er in Zusammenarbeit mit dem Choreografen Amala Dianor und dem Fotografen und Videodirektor Grégoire Korganow eine Bühnenshow. 2023 arbeitete er erneut mit Dianor zusammen und schuf den Soundtrack für die Tanzproduktion Dub, in der er während der gesamten Tournee live auftrat.

## Veröffentlichungen

### Alben
- 2016 Giants – Nowadays Records
- 2018 Giants (Remixes) – Nowadays Records
- 2019 Man Zoo – Alter K
- 2020 Man Zoo (Remixes) – Alter K
- 2020 Man Zoo (Live Ensemble & Acoustics) – Alter K
- 2023 Love you, Drink water – Five Flower
- 2024 Dub (Soundtrack for Amala Dianor) – Five Flower

### EPs
- 2009 Poetry – Jay Fly (unter dem Namen Deefly)
- 2010 Supercassette – Jay Fly (unter dem Namen Deefly / mit J.Kid)
- 2012 The Red Hat Path – Jay Fly (unter dem Namen Leon)
- 2013 1056 – Jay Fly (unter dem Namen Leon)
- 2014 MMFT (Metal Monkey Fire Tiger) – Jay Fly

### Alben mit Unno
- 2017 Amaai – Nowadays Records
- 2018 Amaai Orchestra (Live) – Nowadays Records

### EPs mit Unno
- 2016 As we land – Nowadays Records
- 2017 Silence – Nowadays Records